# Болобо (город)
Болобо (фр. Bolobo) — город и территория в провинции Маи-Ндомбе, Демократическая Республика Конго. Болобо — порт на реке Конго, расположен в 330 км к северо-востоку от столицы страны, Киншасы.
В 2010 году население города по оценкам составляло 31 735 человек.
Город получил своё название от искажённого названия карликовых шимпанзе бонобо. В XIX веке, во время своего путешествия по реке Конго, город посетил Генри Мортон Стэнли.